# 572 (szám)
Az 572 (római számmal: DLXXII) egy természetes szám.

## A szám a matematikában
A tízes számrendszerbeli 572-es a kettes számrendszerben 1000111100, a nyolcas számrendszerben 1074, a tizenhatos számrendszerben 23C alakban írható fel.
Az 572 páros szám, összetett szám, kanonikus alakban a 22 · 111 · 131 szorzattal, normálalakban az 5,72 · 102 szorzattal írható fel. Tizenkettő osztója van a természetes számok halmazán, ezek növekvő sorrendben: 1, 2, 4, 11, 13, 22, 26, 44, 52, 143, 286 és 572.
Az 572 négyzete 327 184, köbe 187 149 248, négyzetgyöke 23,91652, köbgyöke 8,30103, reciproka 0,0017483. Az 572 egység sugarú kör kerülete 3593,98200 egység, területe 1 027 878,851 területegység; az 572 egység sugarú gömb térfogata 783 928 936,9 térfogategység.